# Years Past Matter
Years Past Matter — четвёртый студийный альбом американской блэк-метал-группы Krallice, выпущенный самостоятельно 25 августа 2012 года. Виниловая версия альбома была впоследствии выпущена Gilead Media 19 марта 2013 года.

## Приём
Грейсон Керрин из Pitchfork Media дал альбому положительный отзыв, написав: «Они [Krallice] никогда не звучали так полно и уверенно, как на Years Past Matter». Он также описал альбом как «самый безжалостный и неумолимый альбом группы, состоящий из шести треков с невероятно хореографическим и плотным движением из четырех частей».

## Список композиций
| №  | Название       | Длительность |
| -- | -------------- | ------------ |
| 1. | «IIIIIII»      | 8:19         |
| 2. | «IIIIIIII»     | 11:12        |
| 3. | «IIIIIIIII»    | 12:16        |
| 4. | «IIIIIIIIII»   | 10:26        |
| 5. | «IIIIIIIIIII»  | 1:46         |
| 6. | «IIIIIIIIIIII» | 16:41        |

## Участники записи
- Мик Барр — гитара, вокал
- Колин Марстон — гитара
- Ник МакМастер — бас-гитара
- Лев Вайнштейн — ударные